# Parajdi sós források

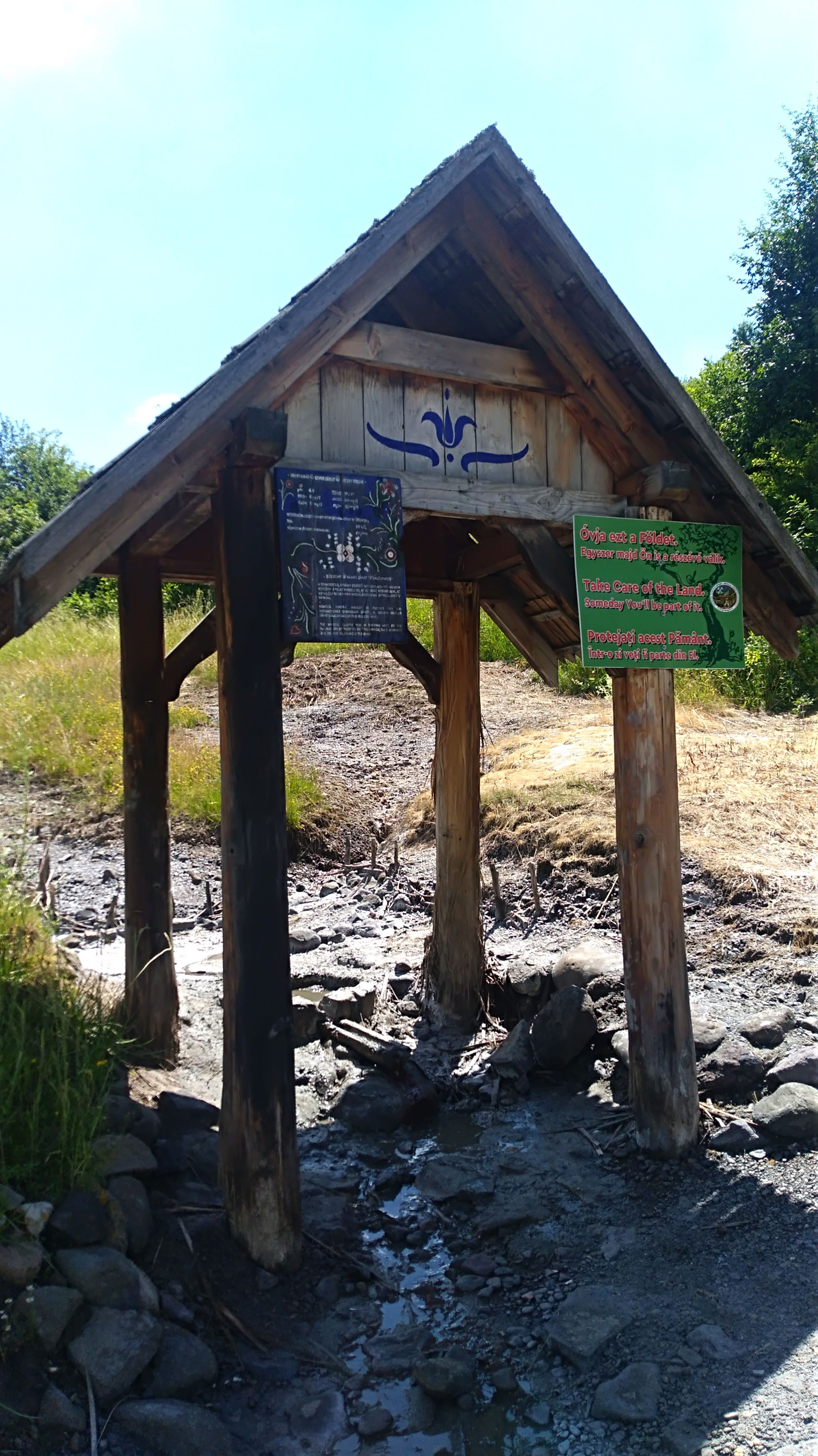
Sós forrás a Sóháton

Parajd sósforrásai a Sóháta-domb környékén törnek fel. A település központjában szabadtéri sósfürdő található.

## Története
A parajdi sósforrások és a sósfürdő már a középkorban ismertek voltak. A Sóháta-domb körül számtalan tömény sósforrás található, melyeket a fentről beszivárgó csapadék és talajvíz táplál. A sósforrások vizét a helyiek egyaránt használták a háztartásban és a népi gyógyászatban. A felszíni sóbányászat következtében létrejött bányagödrök az idő folyamán vízzel telítődtek, mely kisebb sóstavak  kialakulását eredményezte. A meleg vizű sóstavak Erdélyszerte ismertek voltak a XVII-XVIII században. Sajnos 1761-ben átszakadt a gát, a sós víz a Kisküküllőbe ömölve 20 km szakaszon elpusztította a folyó halállományát is. A parajdi sósfürdő elpusztult, csak a helyiek által mesterséges úton létrehozott sós tavacskák léteztek a továbbiakban. Több ilyen sóstó létezett a XIX.-XX. században, ezek a Bivalyferedő, melyet többnyire idős asszonyok látogattak, a Bíró- és Barabás feredők. 
A XIX. század végén Felméri Károly bányaorvos kezdeményezésére a József-bánya mellett szabadtéri sósfürdőt alakítottak ki. A medencét a bányában összegyűlt sós vízzel töltötték fel és elsősorban a bánya dolgozói használták. A medencét vetkező kabinokkal vették körül, fapalló vezetett a Korond-patakához, hogy a fürdőzők a sós vizet lemoshassák magukról. Az egyszerű, meglehetősen sivár körülmények között működő fürdő életének a Korond-patak áradása vetett véget. Szükségessé vált egy új fürdő létesítése. 1932-ben a mai strandfürdő helyén egy 4X4 méteres, deszkával bélelt medencét létesítettek, melyet az Erzsébet-bányában összegyűlt vízzel töltöttek fel. Mivel a sós víz mennyisége nem volt elégséges, az akkori bányamérnök elfalazta a bánya bejáratát, hogy több vizet gyűjtsön. 1938-ban a tömény sós víz átszakította a falat, elöntve a bányairodákat, lakóházakat, a kerámiaüzemet iszappal töltötte meg. A tömény sós víz a Kisküküllőbe ömölve jelentős károkat okozott a halállományban. A bányamérnök újabb kísérletképpen, hogy több vízhez jusson, felrobbantotta az Erzsébet-bányát, ami csak rövid időre biztosította a szükséges vízmennyiséget, viszont a keletkezett víznyelő ma is gondot okoz a környezetének.
1949-ben termálvizet tártak fel a Harom-hegy lábánál. Az ízületi, reumás betegségekre kiváló gyógyhatású víz hamar népszerű lett, egyre többen látogattak el Parajdra.  1950-ben 12 kádas, vetkező és pihenőszobával ellátott fürdőépületet létesítettek a termálvizes forráskút felett. 1952-ben szabadtéri strandot nyitottak a termálforrás közelében. A kádfürdő 1961-ig működött, ekkor a víz mennyiségének csökkenése miatt elbontották az épületet.
A termálforrás vizét a település központjában található szabadtéri strand is hasznosította. A termálvizet egy 2 km hosszú vezetéken keresztül juttatták a medencéhez. 1965-1966-ban egy 6 kádas melegfürdőt is létesítettek a szabadtéri strand mellett, Telegdy Károly akkori bányaigazgató tervei alapján.
A kutatóforrás által feltárt sós termálvíz mennyisége 1992-re annyira leapadt, hogy a szabadtéri strand  működéséhez szükséges vízmenyiséget a bányában összegyűlt vízzel kellett kiegészíteni.
A 2010-es években történő, jelentős beruházások következtében Parajd modern fürdőteleppé alakult át. A Harom aljában végzett újabb kutatófúrás felszínre hozta a korábban eltömődött termálvizet. A településen 2015-ben wellness központot létesítettek, mely a termál forrás vizét   hasznosítja. Ugyanakkor modernizálták a központban található szabadtéri sós vizű strandot, melyet a bányában összegyűlt és kiszivattyúzott sós vízzel működtetnek. Napjainkban Parajd nagy népszerűségnek örvend, a szabadtéri strandot szezonálisan használják, a wellness központ és a sóbánya viszont egész évben kedvelt célpontja a turistáknak és a kezelésre érkezőknek egyaránt.

## Jellegzetessége
A parajdi források nátrium-klorid típusú vizek csoportjába tartoznak.

## Gyógyhatása
A parajdi sós források vizét és a termál forrás vizét főleg mozgásszervi betegségekben, bőrbetegségeknél, nőgyógyászati betegségeknél alkalmazzák.